# 陳文郁
陳文郁（1925年11月20日—2012年12月7日），臺灣蔬果育種家，臺南市永康區人，農友種苗 （页面存档备份，存于）兼農友社會福利基金會創辦人。畢生所培育出的新品種蔬果，總數超過1000多種蔬果品種，其中包括無籽西瓜、黃皮紅肉的「黛安娜」西瓜等200多種西瓜新品種（西瓜種子品種占全球1/4比例之多），以及聖女小番茄、蜜世界哈密瓜、新世紀哈密瓜、紅皮南瓜、綠色苦瓜、白色茄子、迷你冬瓜等蔬果。2000年入選為《天下雜誌》影響200「開拓」的代表人物。2006年獲選為Discovery頻道《台灣人物誌》6名主角之1，介紹他在農業領域上的成就與故事。

## 生平
- 1925年11月20日，陳文郁於臺南州永康庄蜈蜞潭村出生，父親為陳總鎮，母親為鄭湖，家境窮苦，家裡的成員有祖母、父母及5個弟妹。
- 1933年（8歲）進入永康公學校（今永康國小）就讀，他閒暇喜讀日文刊物，培養出紮實的日文語文能力。
- 1939年（14歲）公學校畢業後，他希望學習農業知識與技術，以幫助辛苦種田的農民，於是決定報考農校，考上位於歸仁庄的新豐專修農業學校（3年制，今國立新豐高級中學）。
- 1942年（17歲）農校畢業後，考進臺灣總督府農業試驗所試驗支所，跟隨所長江口庸雄學習，從事蔬果品種的改良。此時期他看到一本介紹兩位傑出育種家的書籍，一位是美國人路德．柏班克，另一位是俄國人伊凡．米丘林，於是他立志將來要作個育種家，他要培育出能造福農民的新品種蔬果。
- 1944年（19歲）二次世界大戰末期，陳文郁收到日軍徵召令，入伍服役。第二次世界大戰結束後，他重回鳳山熱帶園藝試驗支所，此後開始獨當一面從事育種研究，如培育耐熱的白菜與花椰菜。現今市面上常見的花椰菜，就是他經過10年努力所得的成果。
- 1956年（31歲）陳文郁開始接手西瓜品種改良的工作，同時他也實地教導農民如何種植西瓜。經過陳文郁等人的努力，許多農民利用河川沙地（如濁水溪）種植西瓜，大大改善了生活。
- 1961年（36歲）陳文郁培育出品質良好的無籽西瓜，無籽西瓜並成功行銷海內外。
- 1962年（37歲）陳文郁告別妻子與3名子女，遠赴日本千葉大學農業研究所進修「園藝育種」一年，受業於藤井健雄教授，同時他也到幾所日本的農業研究所實習（如國立遺傳學研究所），學到胡瓜、高麗菜、草莓、甜瓜等的栽培技術。
- 1968年（43歲）陳文郁與六個朋友合作創立「農友種苗」，之後陸續培育出黃皮紅肉的「黛安娜」西瓜，及聖女小番茄、蜜世界哈密瓜、新世紀哈密瓜、紅皮南瓜、綠色苦瓜、白色茄子、迷你冬瓜等蔬果。此外，他亦致力於「種原庫」的建立，因為「育種家需要豐富的材料，才能培育出好的品種」，他收集了來自台灣本土與世界各地的11萬種的種子。
- 1989年，至中國廈門設立中國農友種苗公司的前身「太陽種苗」。
- 1999年，交代其長子至印度籌設分公司。由日本人井星純陽擔任農友印度分公司總經理。
- 2001年（76歲）陳文郁在緬甸的「農友種苗農民醫院」落成，專門為當地貧困的農民提供免費的醫療。陳文郁當初會決定在緬甸創辦醫院，是受了江口庸雄的感召，江口在臨終前囑咐他：「東南亞的農民生活艱苦，你有機會一定要為他們做些事，好嗎？」
- 2000年《天下雜誌》舉辦影響200，陳文郁入選為「開拓」類的代表人物。
- 2006年 陳文郁獲選為Discovery頻道《台灣人物誌》的6名主角之1。陳文郁在農業領域上的成就，及勇渡人生難關的故事，透過Discovery頻道介紹給全球一億以上的收視戶。
- 2011年，陳文郁接受中華民國建國一百年基金會邀請，參與拍攝《中華民國建國一百年》系列廣告〈百年臉譜篇〉之「種苗/西瓜大王陳文郁」廣告片，當主角飾演自己[1]。
- 2013年2月5日，行政院農業委員會主任委員陳保基代表中華民國總統馬英九致送陳文郁褒揚令，由其長子陳龍木代為接受。

## 荣誉

### 中华民国勋章奖章
- 三等景星勋章（2011年10月25日于总统府颁授[2][3]）

## 外部連結
- 汪文豪. . 天下雜誌. 2006-03-15, (342期): 頁68–72  [2015-06-05]. （原始内容存档于2020-02-01）.
- 農友種苗公司 （页面存档备份，存于）